# بربل باس
بربل باس (به آلمانی: Bärbel Bas) (زاده ۳ مه ۱۹۶۸ در والسوم) یک سیاستمدار آلمانی حزب سوسیال دموکرات آلمان اهل دویسبورگ است. او از زمان انتخابات بوندستاگ ۲۰۰۹ عضو بوندستاگ آلمان بوده‌است و از سپتامبر ۲۰۱۹ معاون رئیس پارلمان SPD بوده‌است. در گروه پارلمانی، او به جناح چپ، چپ پارلمانی تعلق دارد. پس از انتخابات فدرال در سال ۲۰۲۱، پیشنهاد شد که وی به عنوان رئیس مجلس بیستم آلمان معرفی شود.
باس با زیگفرید آمبروسیوس (۱۹۴۱–۲۰۲۰) ازدواج کرد، که از سال ۱۹۶۷ تا ۲۰۰۶ مدیر عامل SPD در دویسبورگ بود.

## زندگی و حرفه
باربل بس از سال ۱۹۷۸ تا ۱۹۸۴ در مدرسه متوسطه در فورده (نیدرهاین) تحصیل کرد، که از آنجا با گواهی پایان تحصیلات متوسطه نوع ب ۱۰ (مدرک ورود به کالج فنی) فارغ‌التحصیل شد. از آنجایی که او در آن زمان در شغل رؤیایی خود، نقشه‌کش فنی، کارآموزی پیدا نکرده بود، به مدت یک سال در دانشکده فنی فناوری در دینسلاکن تحصیل کرد.
از سال ۱۹۸۵ تا ۱۹۸۷ او کارآموزی را به عنوان دستیار اداری در شرکت حمل و نقل دویسبورگ(DVG) گذراند، در آنجا از ۱۹۸۷ تا ۲۰۰۱ به عنوان کارمند کار می‌کرد و بعداً به شرکت بیمه درمانی شرکت خود(DVG) رفت. او از سال ۱۹۹۴ تا ۱۹۹۷ دوره کارآموزی را به عنوان کارمند تأمین اجتماعی به پایان رساند. از سال ۲۰۰۰ تا ۲۰۰۲ او آموزش پاره وقت را به عنوان مدیر مشاغل بیمه درمانی به پایان رساند و در سال ۲۰۰۳ به عنوان مربی واجد شرایط شد. وی از سال ۲۰۰۲ تا ۲۰۰۶ معاون هیئت مدیره صندوق بیمه سلامت شرکت (EVS) بود. از سال ۲۰۰۵ تا ۲۰۰۷ آموزش‌های بیشتر برای تبدیل شدن به یک اقتصاددان مدیریت کارکنان (VWA) در آکادمی مدیریت و تجارت در اسن تحصیل کرد و بعداً و در سال ۲۰۰۷ تا ۲۰۰۹ به عنوان رئیس بخش خدمات پرسنل در (BKK futur) کار کرد.
از سال ۱۹۸۶ تا ۱۹۸۸ او نماینده جوانان و کارآموزان در شرکت حمل و نقل (DVG) بود و از ۱۹۸۸ تا ۱۹۹۸ عضو شورای کار و نماینده کارکنان در هیئت نظارت DVG بود.

### حزب
در اکتبر ۱۹۸۸ باس به SPD پیوست، یک سال بعد، او در هیئت فرعی JuSo در دویسبورگ، که از ۱۹۹۰ تا ۱۹۹۸ رئیس آن بود، ارزیاب شد. از آن زمان او عضو کمیته اجرایی ناحیه زیرمجموعه SPD دویسبورگ بوده‌است، که در سال ۲۰۰۶ معاون رئیس آن شد. از سال ۲۰۰۴ تا ۲۰۱۸ او عضو هیئت مدیره منطقه ای راین تحتانی و از ۲۰۰۹ تا ۲۰۱۸ عضو سخنگوی RuhrSPD بود. او از سال ۲۰۱۰ رئیس شورای حزب ایالتی SPD در نوردراین وستفالن بوده‌است.

## دفاتر سیاسی

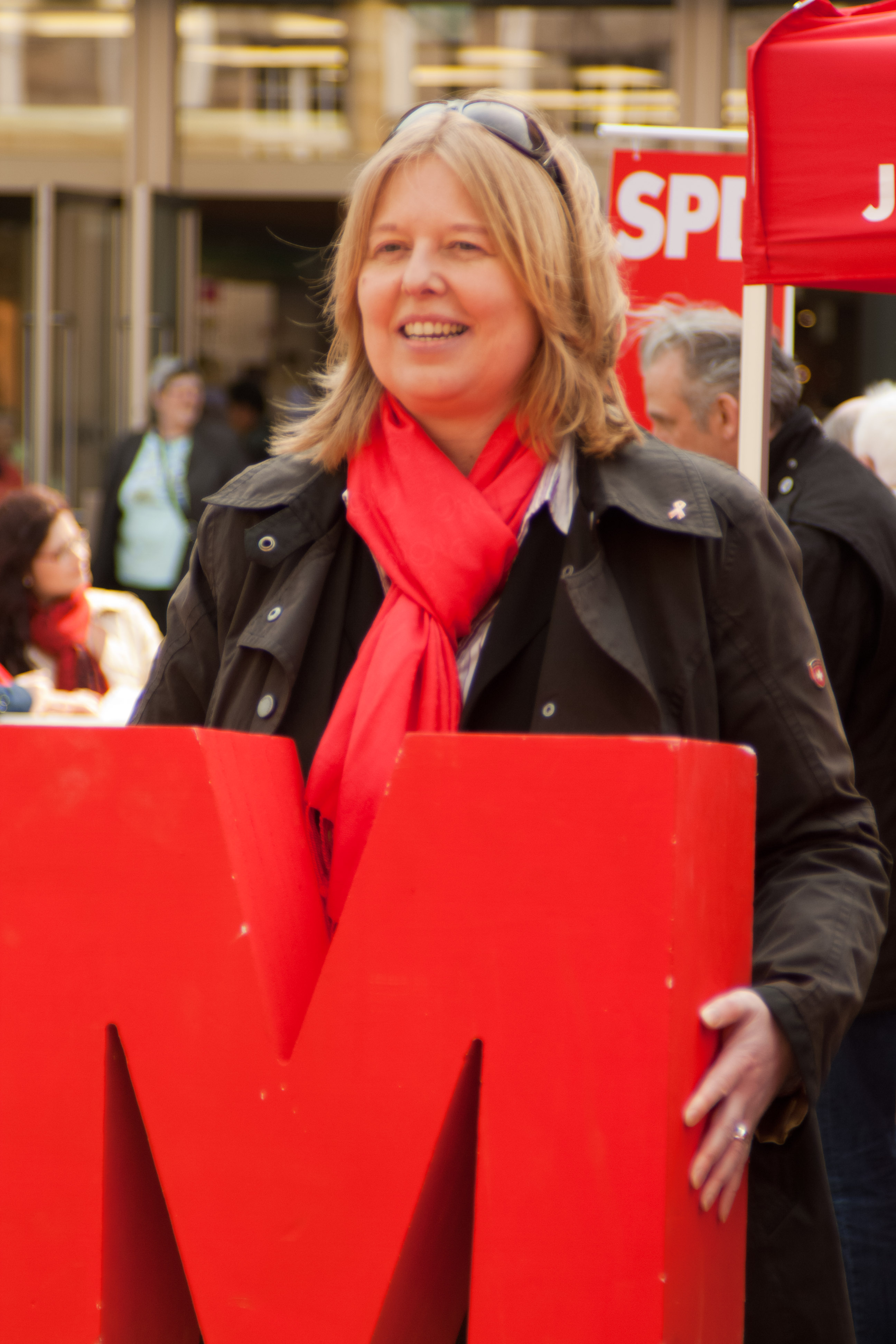
تصویری از بربل باس سیاستمدار آلمانی

از سال ۱۹۹۴ تا ۲۰۰۲ باربل باس یکی از اعضای شورای شهر دویسبورگ بود. در انتخابات بوندستاگ ۲۰۰۹، باس با ۴۲٫۲٪ از اولین آرا در حوزه انتخابیه Duisburg I به عنوان عضو هفدهمین بوندستاگ آلمان برای SPD انتخاب شد. در انتخابات فدرال ۲۰۱۳ وی توانست با ۴۶٫۶ درصد از دستور مستقیم خود دفاع کند. در سال ۲۰۱۷ وی با ۳۸٫۳ درصد، در سال ۲۰۲۱ با ۴۰٫۳ درصد از آرای اول مجدداً انتخاب شد.
در هفدهمین بوندستاگ او عضو کامل کمیته بهداشت بود که از هجدهمین بوندستاگ معاون آن بوده‌است. در هجدهمین بوندستاگ او عضو شورای بزرگان به عنوان عضو کامل و کمیته مشترک بوندسرات و بوندستاگ به عنوان معاون عضو است. از دسامبر ۲۰۱۳ تا سپتامبر ۲۰۱۹، باس مدیر عامل پارلمانی گروه پارلمانی SPD بود. در ۲۴ سپتامبر ۲۰۱۹، گروه پارلمانی نایب رئیس وی را با مسئولیت بهداشت، دادخواست، آموزش و تحقیقات انتخاب کرد. باس همچنین عضو کامل کمیته مشترک بوندستاگ آلمان است و معاون کمیته آموزش، تحقیقات، ارزیابی فناوری، کمیته درخواست‌ها، کمیسیون مطالعات آموزش حرفه ای و کمیته بهداشت است. او از مارس ۲۰۲۱ عضو کامل کمیته میانجیگری بوده‌است.